# Martin Andermatt
Martin Andermatt (Baar, 21 november 1961) is een Zwitsers voormalig voetballer en voetbalcoach die speelde als verdediger.

## Carrière
Andermatt startte zijn profcarrière bij FC Zug waar hij na twee jaar vertrok naar FC Wettingen waar hij vier seizoenen speelde en in 1982 promoveerde naar de hoogste klasse. Hij vertrok na een seizoen met de club in de hoogste klasse te hebben gespeeld naar reeksgenoot FC Basel waar hij twee seizoenen doorbracht.
In 1985 tekende hij bij topclub Grasshopper Zürich en won met hen de beker in 1988, 1989 en 1990 dat laatste jaar werden ze ook landskampioen. Nadien speelde hij achtereenvolgens twee seizoenen bij FC Wettingen en FC Emmenbrücke.
Hij speelde 11 interlands voor Zwitserland waarin hij niet kon scoren.
Hij was in zijn laatste jaren speler-coach bij FC Emmenbrücke nadien trok hij naar FC Winterthur. Hij was coach bij verschillende clubs in binnen- en buitenland waaronder Eintracht Frankfurt, FC Vaduz, BSC Young Boys, FC Aarau en AC Bellinzona. Hij was ook van 2004 tot 2006 bondscoach van Liechtenstein.

## Erelijst

### Als Speler
- FC Wettingen
  - Nationalliga B: 1982
- Grasshopper Zürich
  - Landskampioen: 1990
  - Zwitserse voetbalbeker: 1988, 1989, 1990

### Als coach
- FC Vaduz
  - Liechtensteinse voetbalbeker: 2004, 2005